# 泉町玉露
泉町玉露（いずみまち たまつゆ）は、福島県いわき市の大字である。郵便番号は971-8186。

## 地理
いわき市南東部の小名浜地区に属する。北で渡辺町昼野、中部工業団地、渡辺町泉田、泉ケ丘、東で泉町本谷、南で泉玉露、西で渡辺町洞とそれぞれ隣接する。概ね町村制施行以前の菊多郡玉露村の流れを汲む地域である。泉駅北側に広がる平野部と北側の丘陵地を範囲としていたが、土地区画整理事業や宅地造成に伴い大字の新設が行われたことで、現在は当時に延びる山裾の一部分を範囲とする。小名浜岡小名内に所在するいわき東警察署及び小名浜に所在する小名浜消防署がそれぞれ管轄にあたる。

### 主な字
字
- 定田

- 山下

- 吉野作

- 道上

## 歴史
- 1870年12月22日 - 泉藩領玉崎村、甘露寺村が合併し玉露村が成立する[4]。
- 1879年1月27日 - 泉藩領玉露村が福島県内における郡区町村制の施行により菊多郡の村となる[4]。
- 1889年4月1日 - 町村制の施行により玉露村が黒須野村、泉村、本谷村、滝尻村、下川村と合併し、菊多郡泉村が新たに発足する。旧玉露村域は泉村の大字となる[4]。
- 1896年4月1日 - 菊多郡と周辺郡との合併により石城郡が発足し、石城郡泉村となる[4]。
- 1953年4月1日 - 泉村が町制施行し、泉町の大字となる[4]。
- 1954年3月31日 - 泉町が小名浜町、渡辺村、江名町と合併、磐城市が新たに発足し、磐城市の大字となる[4]。
- 1966年10月1日 - 磐城市が平市・常磐市・内郷市・勿来市、石城郡小川町・遠野町・四倉町・川前村・田人村・好間村・三和村、双葉郡久之浜町・大久村と合併しいわき市となり、いわき市小名浜地区の大字となる[4]。
- 1986年 - 北部の丘陵地に泉ケ丘ハイタウンが造成され、当該地域が泉ケ丘として分離される。その後泉ケ丘第二ハイタウン、泉ケ丘第三ハイタウンと造成が続き、順次分離編入される[4][5]。
- 1989年 - 泉玉露土地区画整理事業に伴い、一部が周辺の他大字の区域と共に泉玉露として分離新設される[4][5]

## 世帯数と人口
2023年10月31日現在の世帯数と人口は以下の通りである。
| 大字     | 世帯数 | 人口  |
| -------- | ------ | ----- |
| 泉町玉露 | 55世帯 | 113人 |

## 小・中学校の学区
市立小・中学校に通う場合、学区は以下の通りとなる。
| 番地 | 小学校               | 中学校             |
| ---- | -------------------- | ------------------ |
| 全域 | いわき市立泉北小学校 | いわき市立泉中学校 |

## 交通

### 道路
- 一級市道沖長孫線
- 一級市道本谷洞線

## 施設
- いわき市立泉中学校
- いわき市立泉北小学校
- 玉露子安観世音
- 八幡白山神社